# Gazdag Martin
Gazdag Martin (Paks, 1995. január 10. –) magyar extrémsportfotós, vállalkozó. Az amerikai Soul Id európai nagykövete és képviselője. A magyar Project:Skate egyik megalkotója és fotósa.

## Élete
A  bokodi tónál készült képe az év legjobb extrémsport fotója lett. Több díjat és szponzort is magáénak tudhat.

## Munkássága
2016 elején ismerkedett meg Fekti Gergellyel, akivel rá nem sok idővel megalapították a Project:Skate elnevezésű gördeszkás és fotós projektet.
A projekt azóta több országban is elhíresedett. Lényege, hogy a gördeszkázást és a fotózást kiemeljék a városok szürke utcáiból és parkjaiból, a természetbe és az elhagyatott, elfeledett helyekre. Olyan városokba és országokba viszik a projektet, mint például Marokkó, Csernobil és Nepál.

## Szponzorok
Az amerikai Soul Id 2016-ban figyelt fel teljesítményére és munkásságára. Először szponzorálták, majd pár hónappal rá az európai nagykövetüknek és képviselőjüknek nevezték ki.
Ugyanebben az évben a The Base Streetwear is felfigyelt a szakember tehetségére, akit kérés nélkül is szponzoráltak. Emellett egy olasz cég, a Dolly Noire is lépéseket tett, hogy megszerezze a fiatal fotóst.